# KGC라이프앤진
KGC라이프앤진(영어: KGCLIFENGIN)은 KT&G 계열의 비(非)홍삼 건강식품 및 한방화장품, 전문기능식음료품을 생산·방문판매하는 가공식품 도매업체 기업이다. 전신은 2003년 9월 한국인삼공사가 100% 출자하여 세워진 KGC판매(주)로 2010년 1월 KT&G 자회사로 편입되었으며 같은 해 11월 현재의 사명으로 변경했다. 2016년 10월 KGC인삼공사 자회사로 편입되었다. 주요 제품으로는 홍삼화장품 "동인비","랑"과 KGC인삼공사에서 제조된 홍삼 건강식품을 방문판매를 통해 판매하고 있다.

## 제품
화장품
- 동인비(DONGINBI)
- 랑(LLang)

건강식품
- 홍삼기보
- 홍삼보고, 홍삼보고 스틱
- 화린 시크릿
- 청랑 파워업
- 홍삼원기환
- 홍삼강맥
- 튼튼홍삼
- 상떼아이
- 쑥쑥키즈
- 홍삼담은 천마후레쉬
- 이너블럭팻
- 이너클린샷
- 콜레스원 골드
- 위내력 골드
- 아이즈핏
- 블룸시크릿
- 골든시크릿
- 리버핏
- 조인트핏
- 멀티시크릿
- 유산균 프로
- 해조칼슘
- 곡물발효효소